# 楊良瑤
楊良瑤（736年—806年），字良瑤，祖籍弘農，後曾祖落籍京兆府雲陽縣（今涇陽縣雲陽鎮），唐朝宦官、外交使節，官歷代宗、德宗、順宗、憲宗四朝。

## 生平
曾祖為唐元功臣，也就是幫助玄宗滅掉中宗皇后韋氏的禁軍將領，官至雲麾將軍、右威衛中郎將，以功賜業雲陽。祖父楊懷貞為許州別駕。
肅宗至德年間（756—758），入為內養，成為宦官。
代宗永泰時（765），充任判官，協助宦官劉崇進出使安撫叛亂的狼山部落首領塌實力繼章，因功授文林郎行內侍省掖庭局監作。大曆六年（771），加朝議郎、宮闈局丞。後曾奉使安南，宣慰荒外。九年，出使廣州，遇哥舒晃叛亂被執，不為所動。十二年，事件平息，以功遷宮闈令。
德宗興元初（784），朱泚叛亂，出使西戎（吐蕃），乞師而旋。亂平，遷內侍省內給事。六月，加朝散大夫。貞元元年（785），出使黑衣大食（阿拔斯王朝），成功完成使命。四年六月，轉中大夫。七月，封弘農縣開國男，食邑三百戶。十二年，加太中大夫，餘如故。十五年，淮西吳少誠擁兵叛亂，楊良瑤奉命處理，監東都畿汝州軍事，用安撫手段使事件平息。
順宗永貞元年（805），回長安，供侍近密。五月，以本官領右三軍僻仗使。年邁退養後歸信佛教。
憲宗元和元年（806）七月二十二日，卒於長安輔興裏私第，享年七十一岁。十月，葬於雲陽縣龍雲鄉。

## 身後
1982年，涇陽縣文物部門在涇陽發現楊良瑤墓前神道碑。2014年10月26日，涇陽縣文物旅遊局工作人員在該縣雲陽鎮羅家村田地裏發掘出，高約0.5公尺、拼接在一起長約1.公尺，寬1公尺左右，已裂為兩塊的外交官楊良瑤墓前神道碑基座。